# Бірінджі Алібейлі
Бірінджі Алибейлі (азерб. Birinci Alıbəyli) — село в Зангеланському районі Азербайджану.
Село розміщене на правому березі річки Акарі, за 79 км на південь від міста Бердзора. До складу сільради входять також сусідні села Крмен та Амірян.
В селі діє парникове господарство. Раніше в селі виникали випадки з недостатком сільськогосподарської техніки для збору врожаю, проте в 2008 році цю проблему було вирішено.
26 жовтня 2020 село було звільнене Національною армією Азербайджану внаслідок Другої Карабаської війни.